# Negrita
Negrita est un groupe italien de rock, originaire d'Arezzo, en Toscane. Formé en 1991, le groupe tire son nom de la chanson Hey Negrita, incluse dans l'album Black and Blue des Rolling Stones, sorti en 1976. Le groupe initial est composé de Paolo Bruni (dit « Pau »), Enrico Salvi (« Drigo ») et Cesare « Mac » Petricich.

## Histoire
Après avoir enregistré plusieurs maquettes, le premier album du groupe, Negrita sort en 1994 chez  Mercury. Jusqu'en 2014, Negrita sort huit albums studio, dont le disque de platine XXX en 1997, Reset en 1999 et HELLdorado en 2008,,. Le groupe sort également deux compilations, Hei ! Negrita en 2003 et Déjà Vu en 2013, ce dernier devenant leur premier album à atteindre le sommet du hit-parade italien.
Le groupe est nommé trois fois aux MTV Europe Music Awards pour le « meilleur groupe italien » en 1999, 2003 et 2005. En janvier 2012, leur album Reset est classé 77e dans la liste des 100 meilleurs albums italiens de tous les temps compilée par la version italienne du magazine musical Rolling Stone.

## Discographie partielle

### Albums studio
- 1994 : Negrita
- 1995 : Paradisi per illusi
- 1997 : XXX
- 1999 : Reset
- 2001 : Radio Zombie
- 2005 : L'uomo sogna di volare
- 2008 : HELLdorado
- 2009 : Dannato vivere
- 2015 :  9
- 2018 : Desert Yacht Club

### Compilations
- 2003 : Ehi! Negrita
- 2013 : Déjà Vu